# Iwona Krugłowska
Krugłowska Iwona z domu Rosen, ps. „Iwa”, „Iwona” (ur. 26 września 1908 w Wilczonku, powiat siedlecki, województwo mazowieckie, zm. 15 lipca 1944 w Warszawie) – polska żołnierz łączności SZP–ZWZ–AK, juzistka, pracownica Poczty Głównej w Warszawie, więźniarka Pawiaka.

## Życiorys
Iwona Krugłowska urodziła się 26 września 1908 roku w Wilczonku w powiecie siedleckim.
Była córką Haliny Sawickiej primo voto Rosen, z domu Ratka (Rabka) i Ignacego Rosena. Ukończyła kurs juzistek w Zegrzu. Odbyła go od 15 października 1931 r. do 15 września 1932 r. z wynikiem dobrym. Pracowała jako telegrafistka w Toruniu. Później była pracownicą Poczty Głównej w Warszawie.
Podczas II wojny światowej i okupacji niemieckiej brała udział w konspiracji niepodległościowej od listopada 1939.
Przydzielona do Biura Finansów i Kontroli Komendy Głównej SZP-ZWZ-AK.
Oficjalnie pracowała w „Barze pod Bokiem” przy ul. Daniłowiczowskiej 2, gdzie mieścił się także lokal konspiracyjny.
18 maja 1944 roku została aresztowana przez okupantów niemieckich w swoim mieszkaniu przy ul. Piusa XI z całą rodziną: matką Haliną Sawicką, ojczymem Lechem, siostrą przyrodnią Joanną Sawicką i sublokatorką Barbarą Józefiak. Była więziona na Pawiaku. Gestapo torturowało ją podczas śledztwa, duszono maską gazową. Niczego nie ujawniła.
Na egzekucję wyniesiono ją na noszach (ponieważ nie mogła poruszać się o własnych siłach) z oddziału kobiecego Pawiaka tzw. Serbii. Rozstrzelana została w lipcu 1944 w ruinach getta warszawskiego. Odznaczono ją pośmiertnie Krzyżem Walecznych.
Jej siostrę Joannę wywieziono do obozu koncentracyjnego w Ravensbrück, gdzie zmarła. Matka Halina została zwolniona z Pawiaka w przeddzień powstania warszawskiego; zginęła pod gruzami zbombardowanego przez Niemców domu.
Była przyrodnią siostrą żołnierza AK i późniejszego architekta Olgierda Aleksandra Sawickiego.

## Upamiętnienie
Jej nazwisko zostało umieszczone na tablicy poświęconej juzistkom na Pomniku Barykady Września w Warszawie oraz na pomniku Czynu Bojowego Kobiecych Wojskowych Służb Łączności w Wyższej Szkole Wojsk i Łączności w Zegrzu.
W 2022 roku w 80. rocznicę utworzenia Armii Krajowej Poczta Polska wydała znaczek pocztowy upamiętniający Iwonę Krugłowską ps. „Iwa”. Znaczek zawiera artystycznie koloryzowane zdjęcie Iwony Krugłowskiej. Jego autorem jest Jarosław Ochendzan.